# Rutylapa magnicerca
Rutylapa magnicerca är en tvåvingeart som först beskrevs av Loïc Matile 1972.  Rutylapa magnicerca ingår i släktet Rutylapa och familjen platthornsmyggor.
Artens utbredningsområde är Madagaskar. Inga underarter finns listade i Catalogue of Life.